# Nessia layardi
Nessia layardi (нессія Лейарда) — вид сцинкоподібних ящірок родини сцинкових (Scincidae). Ендемік Шрі-Ланки. Вид названий на честь британського натураліста Едгара Леопольда Лейарда.

## Опис
Нессії Лейарда мають струнке тіло та субконічної форми голову. Кінцівки, вушні отвори і супраназальні луски відсутні. Верхня частина тіла коричнева, луски на ній мають темно-коричневі краї.

## Поширення і екологія
Нессії Лейарда відомі з кількох місцевостей, розташованих на заході Шрі-Ланки, зокрема в прибережних районах поблимзу Коломбо та в національному парку Хораголла. Вони живуть в тропічних лісах, у піщаному ґрунті з низьким вмістом гумусу та серед опалого листя, особливо біля підніжжя дерев. Зустрічаються на висоті до 50 м над рівнем моря. В березні відкладають яйця, в кладці 2 яйця розміром 6,4×15,9 мм.

## Збереження
МСОП класифікує цей вид як такий, що перебуває на межі зникнення. Nessia layardi загрожує знищення природного середовища.